# Seututie 112
Pour les articles homonymes, voir Route 112.
La route régionale 112 (finnois : Seututie 112) est une route régionale allant de la gare d'Inkoo jusqu'à Kirkniemi à Lohja en Finlande,,.

## Présentation
La seututie 112 est une route régionale d'Uusimaa.